# Alexīs Alexoudīs
Alexīs Alexoudīs (in greco: Αλέξης Αλεξούδης; Florina, 20 giugno 1972) è un ex calciatore greco, di ruolo attaccante.

## Palmarès

### Club

#### Competizioni nazionali
- Campionato greco: 2

Panathinaikos: 1994-1995, 1995-1996
- Coppa di Grecia: 1

Panathinaikos: 1994-1995
- Supercoppa di Grecia: 1

Panathinaikos: 1994